# Тирлішуа
Тирлішуа (рум. Târlișua) — село у повіті Бистриця-Несеуд в Румунії. Адміністративний центр комуни Тирлішуа.
Село розташоване на відстані 359 км на північний захід від Бухареста, 37 км на північний захід від Бистриці, 80 км на північний схід від Клуж-Напоки.

## Населення
За даними перепису населення 2002 року у селі проживали 1020 осіб, усі — румуни. Усі жителі села рідною мовою назвали румунську.